# Gold(I)-bromid
Gold(I)-bromid ist eine anorganische chemische Verbindung des Golds aus der Gruppe der Bromide.

## Gewinnung und Darstellung
Gold(I)-bromid kann durch eine Transportreaktion aus Gold(III)-bromid gewonnen werden.

## Eigenschaften
Gold(I)-bromid ist ein gelbgrauer Feststoff, der sich in Wasser zersetzt.
Es sind vier Modifikationen von Gold(I)-bromid bekannt. Die Niedrigtemperaturform α-AuBr wandelt sich bei 85 bis 100 °C in P-AuBr um. P-AuBr ist bis 197 °C stabil und I-AuBr zwischen 197 °C und 298 °C. Oberhalb von 298 °C bis 330 °C wird die b.c.c.-Phase beobachtet. Der Übergang von I-AuBr zu P-AuBr ist unterhalb von 197 °C träge. Einkristalle der Verbindung können von zwei Modifikationen (P-AuBr und I-AuBr) gezüchtet werden. I-AuBr ist isostrukturell mit Gold(I)-chlorid und besitzte eine tetragonale Kristallstruktur mit der Raumgruppe I41/amd (Raumgruppen-Nr. 141) und Z = 8. P-AuBr ist isostrukturell mit Gold(I)-iodid und besitzt ebenfalls eine tetragonale Kristallstruktur aber mit der Raumgruppe P42/ncm (Raumgruppen-Nr. 138) und Z = 4. Die Strukturen bestehen aus Zickzack-Ketten von Gold- und Bromatomen mit der Symmetrie mm. Die Elementatome sind in Abständen von 2,40 Å in I-AuBr und 2,44 Å in P-AuBr linear koordiniert. Die Bindungswinkel Au-Br-Au betragen 92,3° bzw. 77,1°. Die Brom- und Goldatome in P-AuBr bilden quadratische, ebene Netze senkrecht zur c-Achse. Der Au-Au-Abstand innerhalb der Kette ist gleich dem Abstand zwischen den Goldatomen verschiedener Ketten in derselben Schicht.

## Verwendung
Gold(I)-bromid kann zur Herstellung von Goldnanopartikeln verwendet werden.